# Ademaro Biano
Ademaro Filippo Eugenio Agostino Carlo Biano (Leini, 3 maggio 1885 – Monfalcone, 13 ottobre 1917) è stato un calciatore italiano, di ruolo portiere.

## Carriera

### Club
Secondo di sette figli, Ademaro Biano crebbe a Caselle Torinese, dove si spostò con la famiglia all'età di due anni.
Portiere del Torinese nell'ultimo periodo di vita del sodalizio, durante il quale peraltro la squadra nero-arancione non disputò incontri di campionato, Biano è stato uno dei fondatori del Torino.
Giocò una sola partita di campionato in prima squadra, corrispondente al primo incontro non amichevole in assoluto del Torino nella storia, disputato il 13 gennaio 1907 e vinto per 2-1 contro la Juventus. Nell'occasione fu assistito dalla fortuna, in quanto i bianconeri colsero ben 4 pali.
Non vi sono tracce successive della sua carriera, che sembra dunque terminare con questo incontro.

## Dopo il ritiro
Già studente in giurisprudenza quando giocava, si laureò nel 1908, e quindi fu Vicepretore a Caselle Torinese nel 1913.
Nel 1916, dopo l'entrata in guerra dell'Italia, venne chiamato alle armi, divenendo Caporale dopo pochi mesi. A seguire venne promosso a Sottotenente presso la Milizia Territoriale del 7º Reggimento Artiglieria da Fortezza, dove già si trovava, ma morì in una sezione di sanità per ferite riportate in combattimento nel 1917.
Anche il fratello Ettore (1890-1918), pure lui calciatore del Torino, morì durante la prima guerra mondiale.
Entrambi sono ricordati presso il Viale della Rimembranza di Caselle Torinese, nel cui vicino cimitero sono sepolti.